# Cima del Scengio delle Pecore
Cima del Scengio delle Pecore är en bergstopp i Schweiz.   Den ligger i distriktet Locarno och kantonen Ticino, i den sydöstra delen av landet, 140 km sydost om huvudstaden Bern. Toppen på Cima del Scengio delle Pecore är 2 394 meter över havet, eller 124 meter över den omgivande terrängen. Bredden vid basen är 0,38 km.
Terrängen runt Cima del Scengio delle Pecore är huvudsakligen mycket bergig. Närmaste större samhälle är Bellinzona, 11,2 km sydost om Cima del Scengio delle Pecore. 
Trakten runt Cima del Scengio delle Pecore består i huvudsak av gräsmarker. Runt Cima del Scengio delle Pecore är det ganska tätbefolkat, med 86 invånare per kvadratkilometer.